# Luis de Francia (1707-1712)
Luis de Francia (Versalles, 8 de enero de 1707-id. 8 de marzo de 1712), también conocido como duque de Bretaña, fue el segundo hijo de Luis, duque de Borgoña y posterior delfín, por tanto bisnieto de Luis XIV, y de la princesa María Adelaida de Saboya.
Sus restos se encuentran en la Basílica de Saint-Denis.

## Primeros años

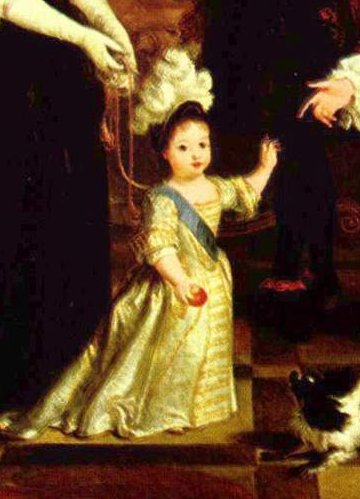
Luis retratado por Nicolas de Largillière.

A su nacimiento, fue investido como duque de Bretaña, y fue la primera persona en ocupar ese título después de casi 200 años. En el momento de su nacimiento, Luis era el tercero en la línea al trono y heredero de su bisabuelo, el rey Luis XIV, siguiendo a su padre y abuelo, Luis, el Gran Delfín. Le precedió en su nacimiento un hermano mayor, también llamado Luis, que nació en 1704 y murió en la infancia al año siguiente. Su institutriz y la de su hermano menor fue la marquesa de Ventadour. 
Los contemporáneos del niño lo describieron como muy precoz, adelantado a los niños de su edad, dotado de gran facilidad en público y que era alto y fuerte.

## Muerte
Sus padres contrajeron el sarampión a principios de 1712. Su madre murió primero el 12 de febrero en Versalles y pocos días después, el 18 de febrero, falleció su padre. A la muerte de su padre, Luis se convirtió en delfín y heredero de su bisabuelo Luis XIV de Francia. Sin embargo, no le sobreviviría mucho tiempo, ya que como una técnica de tratamiento contra el sarampión, los médicos le practicaban sangrías y el joven delfín murió desangrado. Su hermano Luis, duque de Anjou, le sucedió en el título y posteriormente se convirtió en el rey de Francia, como Luis XV.
También circularon rumores de envenenamiento, acusando a Felipe II de Orleans, sin duda esparcidos por madame de Maintenon y los hijos legitimados de madame de Montespan a quien ella había criado. Estos rumores no se mantuvieron, porque en el momento de las muertes, quedaban el duque de Berry y Felipe V de España que podrían suceder a Luis XIV.

## Ancestros
| Predecesor: Luis, duque de Borgoña | Delfín de Francia 1712 | Sucesor: Luis, duque de Anjou |